# Emmy Herzog
Emmy Herzog (* 13. April 1903 in Ludwigsdorf, Oberschlesien; † 30. August 2009 in Münster) war eine deutsche Autorin.

## Leben
Emmy Herzog, verwitwete Steinweg, geborene Bogatzki, verbrachte ihre Kindheit und Jugend in Kattowitz. 1921 siedelte die Familie nach Berlin, später nach Münster über. Hier war sie zunächst in einem Kaufhaus tätig, gab den Beruf aber bald auf, um sich der Pflege ihrer Mutter zu widmen. 1924 lernte sie ihren späteren Mann, den begeisterten Motorradrennfahrer Leo Steinweg kennen, in dessen Geschäft sie auch tätig war. 1938 emigrierte ihr Mann in die Niederlande, 1939 folgte Emmy Herzog ihm. Auch nach der Deportation ihres Mannes 1942 ins KZ Auschwitz (er kam später auf dem Weg ins KZ Flossenbürg ums Leben) blieb sie zunächst in den Niederlanden. 1950 kehrte sie nach Münster zurück, wo sie 1953 ihren zweiten Mann Eugen Herzog († 1973) heiratete. Seit 1956 betrieb das Ehepaar Herzog in Münster ein Tabakgeschäft. 
1999, im Alter von 96 Jahren, begann Emmy Herzog ihre Lebensgeschichte, insbesondere ihre Erinnerungen an Leo Steinweg niederzuschreiben. Das Buch erschien 2000 unter dem Titel „Leben mit Leo“ (2. Auflage 2004). 2003 widmete der WDR ihr einen Beitrag in der Reihe „Menschen hautnah“ unter dem Titel „Emmy – 100 Jahre nie einen Liebeskummer“. 
2006 (im Alter von 103 Jahren) erschien ihr zweites Buch, der Roman „Bunte Zeiten“, der biographische Erfahrungen in Form von vier fiktionalen Biographien verarbeitet. Emmy Herzog galt zu diesem Zeitpunkt als älteste Autorin Deutschlands. 
Bei ihrem Tod mit 106 Jahren war sie die älteste Einwohnerin der Stadt Münster.

## Werke
- Leben mit Leo, Münster 2000, 2. Auflage Münster 2004
- Bunte Zeiten, Münster 2006